# لوئیزیانا (میزوری)
لوئیزیانا (به انگلیسی: Louisiana) شهری است در شهرستان پایک، میزوری ، میزوری ، ایالات متحده آمریکا

این شهر در شمال شرقی میزوری و در مجاورت رود میسیسیپی در جنوب هانیبال (میزوری) واقع شده است.